# Instituto Aspen
O Instituto Aspen (em inglês:  Aspen Institute) é uma organização internacional sem fins lucrativos fundada em 1949 como Aspen Institute for Humanistic Studies. O instituto está sediado em Washington, DC. Ele também possui campi em Aspen, no Colorado, sua sede original.

## Visão geral
O Instituto Aspen é amplamente financiado por fundações como a Carnegie Corporation, o Rockefeller Brothers Fund, a Gates Foundation, a Lumina Foundation e a Ford Foundation, por taxas de seminários e por doações individuais. Seu conselho de administração inclui líderes da política, governo, negócios e academia que também contribuem para seu apoio. Um relatório da Iniciativa de Transparência de Influência Estrangeira do Centro de Política Internacional dos 50 principais think tanks do índice de classificação Global Go-To Think Tanks da Universidade da Pensilvânia concluiu que, entre 2014 e 2018, o Instituto Aspen recebeu o quinto maior montante de financiamento de fora dos Estados Unidos em comparação com outros think tanks, com um total de mais de 8 milhões de dólares de doadores originários principalmente de democracias ocidentais, mas também "doações consideráveis de regimes não-democráticos na Arábia Saudita e nos Emirados Árabes Unidos".

## História
O instituto foi em grande parte uma criação de Walter Paepcke, um empresário de Chicago que se inspirou no programa Great Books de Mortimer Adler na Universidade de Chicago. Em 1945, Paepcke visitou o artista e arquiteto da Bauhaus Herbert Bayer, AIA, que havia projetado e construído uma casa minimalista inspirada na Bauhaus nos arredores da decadente antiga cidade mineira de Aspen, no Vale Roaring Fork. Paepcke e Bayer imaginaram um lugar onde artistas, líderes, pensadores e músicos pudessem se reunir. Pouco tempo depois, ao passar por Aspen em uma expedição de caça, o rebelde da indústria petrolífera Robert O. Anderson (que em breve seria fundador e CEO da Atlantic Richfield) se encontrou com a Bayer e compartilhou a visão de Paepcke e da Bayer. Em 1949, Paepcke organizou uma celebração internacional de 20 dias para o 200º aniversário do poeta e filósofo alemão Johann Wolfgang von Goethe. A celebração atraiu mais de 2.000 participantes, incluindo Albert Schweitzer, José Ortega y Gasset, Thornton Wilder e Arthur Rubinstein.

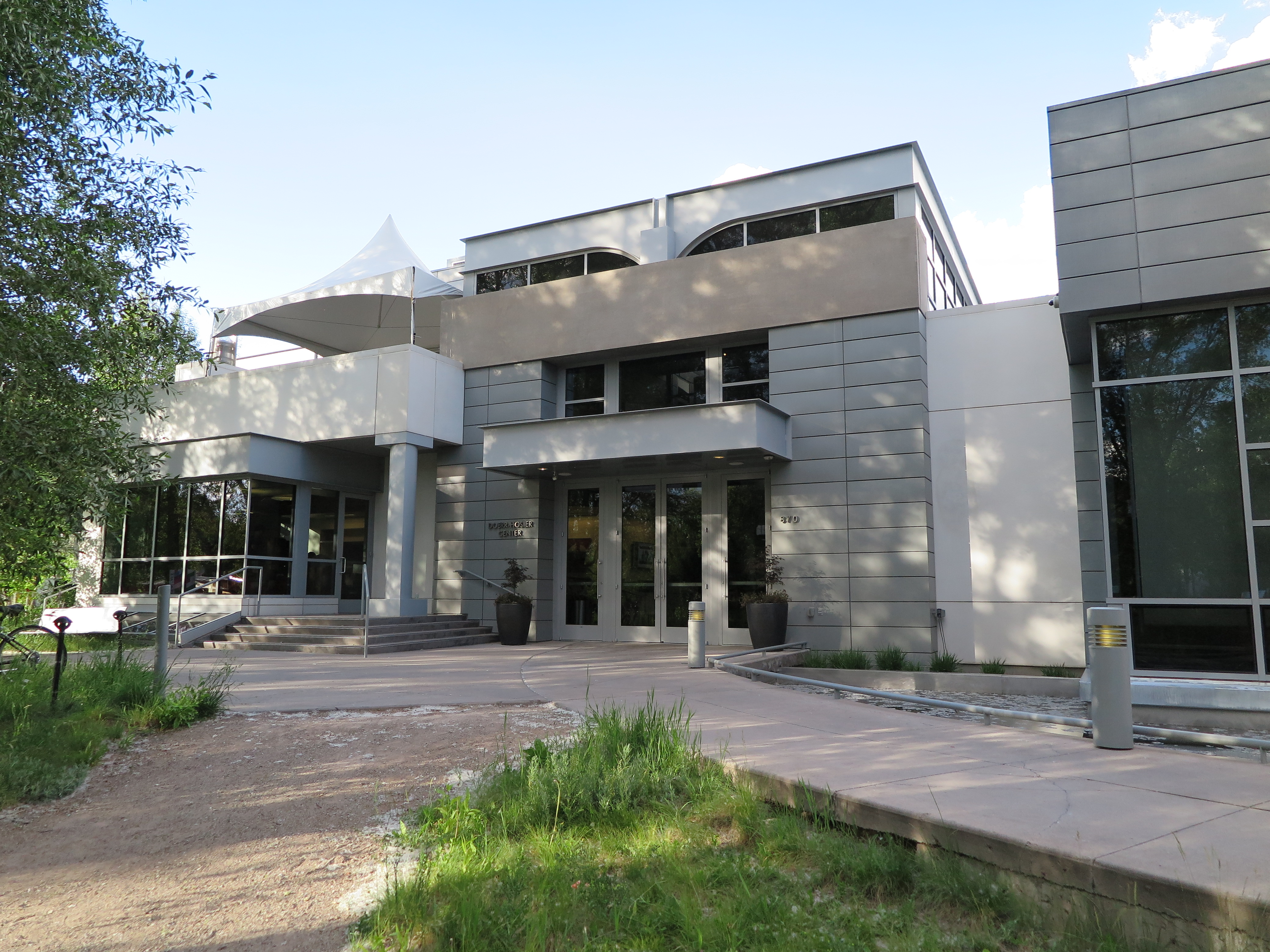
Centro Doerr-Hosier no Instituto Aspen em Aspen, no Colorado

Em 1949, Paepcke fundou o Aspen Institute; e mais tarde o Aspen Music Festival e eventualmente (com Bayer e Anderson) a International Design Conference em Aspen (IDCA). Paepcke buscou um fórum "onde o espírito humano pudesse florescer", especialmente em meio ao turbilhão e ao caos da modernização. Ele esperava que o instituto pudesse ajudar os líderes empresariais a recapturar o que ele chamou de "verdades eternas": os valores que os guiaram intelectual, ética e espiritualmente enquanto lideravam suas empresas. Inspirado pelo seminário Great Books do filósofo Mortimer Adler na Universidade de Chicago, que mais tarde foi adotado pelos Great Books of the Western World da Encyclopædia Britannica, Paepcke trabalhou com Anderson para criar o Aspen Institute Executive Seminar. Em 1951, o instituto patrocinou uma conferência nacional de fotografia. Durante as décadas de 1960 e 1970, o instituto adicionou organizações, programas e conferências, incluindo o ''Aspen Center for Physics'', o ''Aspen Strategy Group'', o Communications and Society Program e outros programas que se concentravam em educação, comunicações, justiça, pensamento asiático, ciência, tecnologia, meio ambiente e assuntos internacionais.
Em 1979, por meio de uma doação do industrial e filantropo da Corning Glass, Arthur A. Houghton Jr., o instituto adquiriu uma área de 1.000 acres (4km2) campus na costa leste da Baía de Chesapeake em Maryland, conhecido hoje como Wye River Conference Centers. Em 1983, o ex-senador dos Estados Unidos Dick Clark fundou o programa do Congresso do Instituto Aspen, que visava educar os membros do Congresso sobre questões de relações exteriores. Em 2005, foi realizado o primeiro Aspen Ideas Festival, com grandes mentes do mundo todo compartilhando e falando sobre questões globais. O instituto, juntamente com o The Atlantic, organiza o festival anualmente. Formou filantropos como Carrie Morgridge. Desde então, foram adicionados eventos adicionais, como o Aspen Ideas Health e o Aspen Ideas Climate. Em 2023, o evento Aspen Ideas Climate incluiu a vice-presidente Kamala Harris e a famosa cantora Gloria Estefan.
Desde 2013, o Instituto Aspen, juntamente com a revista norte-americana The Atlantic e a Bloomberg Philanthropies, participa na organização do evento anual CityLab, uma cimeira dedicada ao desenvolvimento de estratégias para os desafios da urbanização nas cidades de hoje.
Walter Isaacson foi presidente e CEO do Instituto Aspen de 2003 a junho de 2018. Isaacson anunciou em março de 2017 que deixaria o cargo de presidente e CEO no final do ano. Em 30 de novembro de 2017, Daniel Porterfield foi anunciado como seu sucessor. Porterfield sucedeu Isaacson em 1º de junho de 2018.
Em abril de 2020, a empresa recebeu aproximadamente US$ 8 milhões em empréstimos para pequenas empresas apoiados pelo governo federal como parte do Programa de Proteção ao Salário. A empresa foi alvo de escrutínio sobre esse empréstimo, cujo objetivo era proteger pequenas empresas privadas. O Washington Post observou que sua grande dotação e o número de bilionários que a compõem tornam isso problemático. Dele Olojede, um membro do instituto, chamou-o de "contrário ao propósito declarado deste instituto", que "uma das instituições mais elitistas da América pense que não há problema em aceitar o dinheiro", prosseguindo dizendo "Aqueles que pretendem ser líderes baseados em valores e com espírito público não podem, ao mesmo tempo, colocar o interesse próprio em primeiro lugar, quando há tanto sofrimento humano e morte". No dia seguinte a Olojede e o Washington Post destacarem o financiamento, o Instituto Aspen anunciou que o devolveria, afirmando: "Após ouvir as nossas comunidades e refletir mais profundamente, tomámos a decisão de devolver o empréstimo".
Em 2023, Simon Godwin foi nomeado artista residente Harman/Eisner do Instituto Aspen. Godwin é o diretor artístico da Companhia de Teatro Shakespeare e fará uma residência de um ano no instituto. Em junho de 2023, Bruno del Granado, da CAA, foi nomeado chefe do Conselho do Programa da Sociedade Latina do Instituto Aspen.

### Instituto de Palestrantes Comunitários

#### Programação 2023
O programa comunitário do Instituto Aspen inclui palestrantes da Hurst Lecture Series, da McCloskey Speaker Series e da Murdock Mind, Body, Spirit Series.

## Ativos
Em 2019, o Instituto Aspen tinha ativos líquidos de US$ 310.055.857.
 

## Bolsas de estudo

### Bolsa de estudos Henry Crown
A Bolsa de Estudos Henry Crown, criada em 1997, educa empreendedores talentosos do setor privado para se tornarem líderes em projetos de desenvolvimento comunitário e global. A Aspen Global Leadership Network recruta uma turma anual de 20 a 22 candidatos com idades entre 30 e 46 anos para um programa de treinamento de dois anos. As instruções ocorrem no campus do Instituto Aspen em Aspen, no Colorado, e em vários locais no exterior.

### Bolsa de Estudos Novas Vozes
A Bolsa de Estudos Novas Vozes (em inglês:  New Voices Fellowship) é um programa de um ano para candidatos da África, Ásia e América Latina. Todos os anos, as indicações são aceitas de agosto a outubro. Os bolseiros são selecionados em dezembro e anunciados publicamente no início de janeiro.
A Bolsa de Estudos Novas Vozes é um programa não-residencial. Durante o ano da bolsa, os bolsistas se reúnem três vezes para sessões de uma semana. Não há limites de idade para os bolsistas. Todas as despesas de participação na bolsa são cobertas pelo programa. Por vezes, o programa também cobrirá o custo de “actividades e conferências relacionadas com os meios de comunicação social”.

## Prêmios

### Prêmio Aspen de Excelência em Faculdades Comunitárias
As faculdades comunitárias que conseguem obter resultados excepcionais para todos os alunos durante o período na faculdade e como pós-graduados recebem o Prêmio Aspen de Excelência em Faculdades Comunitárias.
Os destinatários até à data incluem:
- Faculdade Amarillo 2023
- Faculdade Imperial Valley 2023
- Faculdade de San Antonio 2021
- Faculdade Estadual do Rio Indiano 2019[29][30]
- Faculdade Miami Dade 2019[27][29]
- Faculdade Técnica da Área dos Lagos 2017[27][29]
- Faculdade Santa Fé 2015[27][29]
- Faculdade da Cidade de Santa Bárbara 2013[27][29]
- Faculdade Comunitária Walla Walla 2013[27][29]
- Faculdade de Valência 2011[27][29]

### Prêmio de Pioneiros do Corpo Docente do Instituto Aspen e Proposta de Dissertação
O Financial Times chamou os Prêmios Pioneiros da Faculdade e Proposta de Dissertação de "Oscar do mundo das escolas de negócios". Eles homenageiam instrutores de escolas de negócios com um histórico notável de liderança e assunção de riscos para garantir que o currículo do MBA incorpore questões sociais, ambientais e éticas.
Os destinatários na categoria "Conquista ao longo da vida" incluem:
- 2010 James E. Post, John F. Smith, Jr. Professor de Administração na Escola de Administração da Universidade de Boston[32]
- 2010 David Vogel, Professor Solomon P. Lee de Ética Empresarial na ''Haas School of Business'', Universidade da Califórnia em Berkeley[32]

### Prêmio STEM de Excelência e Equidade em Faculdades Comunitárias
Faculdades comunitárias que demonstram o fornecimento de educação técnica excepcional e conectam com sucesso alunos, independentemente de raça, etnia, renda familiar ou gênero, com carreiras STEM como uma porta de entrada para a mobilidade econômica, são elegíveis para receber o Prêmio de Excelência e Equidade em Faculdades Comunitárias STEM. O prêmio, concedido em cooperação pelo Instituto Aspen e pela Siemens Foundation, oferece aos principais funcionários da faculdade um padrão de referência de desenvolvimento e programas técnicos que promovem o sucesso equitativo dos alunos, destacando práticas exemplares dos programas vencedores.
Os destinatários incluem:
- Faculdade San Jacinto 2020[34]

### Prêmio de Liderança Henry Crown
Este prêmio anual foi criado para homenagear um líder excepcional cujas realizações refletem os altos padrões de honra, integridade, diligência e filantropia que caracterizaram a vida e a carreira do industrial e filantropo Henry Crown . Os destinatários notáveis incluem:
- 2021 Francis S. Collins, MD, Ph.D., Diretor dos Institutos Nacionais de Saúde
- 2015 General (ref.) Stanley McChrystal, ex-comandante da Força Internacional de Assistência à Segurança e comandante das Forças dos Estados Unidos no Afeganistão
- 2014 Reed Hastings, Fundador e CEO, Netflix
- 2013 Wynton Marsalis, Diretor Administrativo e Artístico, Jazz no Lincoln Center
- 2012 Gabrielle Giffords, ex-representante dos EUA
- 2011 Madeleine K. Albright, Presidente, The Albright Stonebridge Group e ex-Secretária de Estado dos Estados Unidos
- 2010 Vartan Gregorian, Presidente, Carnegie Corporation de Nova York
- 2009 Jeffrey Bezos, Presidente, CEO e Presidente do Conselho da Amazon.com
- 2006 Condoleezza Rice, ex-secretária de Estado dos Estados Unidos
- 2003 Patty Stonesifer, Copresidente e Presidente da Fundação Bill e Melinda Gates
- 2002 Jimmy Carter, trigésimo nono presidente dos Estados Unidos
- 1999 Gen. Colin L. Powell, EUA (ref.), presidente fundador da America's Promise – The Alliance for Youth e ex-secretário de Estado dos EUA

A lista completa dos laureados consta da página web do Prémio.